# أبو الحناء الأصفر الشرقي
أبو الحناء الأصفر الشرقي هو جنس يتبع فصيلة أبو الحناء الأسترالي المتوطن شرق أستراليا. يمتد نطاق سكن روبن الأصفر الشرقي من الركن الجنوبي الشرقي الأقصى لجنوب أستراليا عبر معظم فيكتوريا والنصف الغربي من نيو ساوث ويلز والشمال حتى كوكتاون. تقتصر الطيور الاستوائية الشمالية في كوينزلاند بشكل أساسي على المرتفعات الدافئة لسلسلة جبال غريت ديفايدينغ.